# Piotr Gutman
Piotr Gutman est un boxeur polonais né le 30 juin 1941 à Biskupice.

## Carrière
Sa carrière amateur est principalement marquée par une médaille d'argent remportée aux championnats d'Europe de 1961 dans la catégorie des poids coqs.

## Palmarès

### Championnats d'Europe
- Médaille d'argent en -54 kg en 1961 à Belgrade, Yougoslavie